# Sinophorus woodorum
Sinophorus woodorum är en stekelart som beskrevs av Sanborne 1984. Sinophorus woodorum ingår i släktet Sinophorus och familjen brokparasitsteklar. Inga underarter finns listade i Catalogue of Life.